# Jidga, Aland
Jidga là một làng thuộc tehsil Aland, huyện Gulbarga, bang Karnataka, Ấn Độ.